# Aram Sargsjan (Politiker)

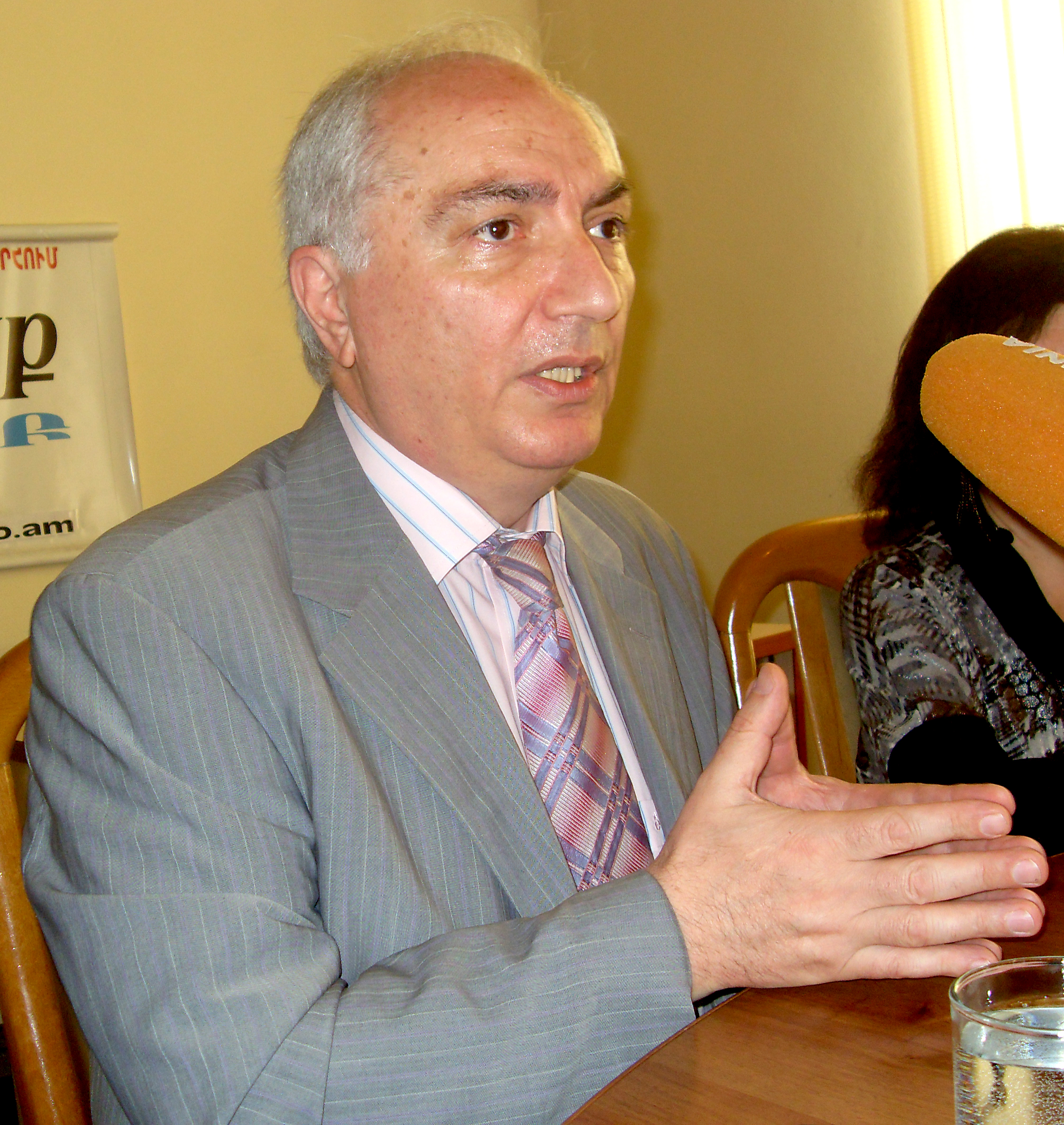
Aram Sargsjan, 2010

Aram Gasparowitsch Sargsjan (russisch Арам Гаспарович Саргсян; armenisch Արամ Գասպարի Սարգսյան; * 14. August 1949 in Jerewan, Armenische SSR) ist ein ehemaliger sowjetischer bzw. armenischer Politiker. Sargsjan war im Jahr 1991 der letzte Vorsitzende der Kommunistischen Partei Armeniens, der armenischen Unterorganisation der KPdSU.

## Leben
Sargsjan schloss im Jahr 1972 das Pädagogische Institut in Jerewan ab. Er trat 1971 der KPdSU bei und arbeitete in den Jahren von 1974 bis 1976 als Journalist bei der Komsomolskaja Prawda. Nach verschiedenen Tätigkeiten beim armenischen Komsomol und der armenischen KP, arbeite Sargsjan von 1979 bis 1989 erneut bei der Komsomolskaja Prawda. Seit Dezember 1990 war Sargsjan Mitglied des Zentralkomitees der armenischen KP und wurde im Juni zum Ersten Sekretär gewählt, was er bis zur Auflösung der Partei im August 1991 bleiben sollte. Seit der Unabhängigkeit Armeniens ist Pogosjan Vorsitzender der Demokratischen Partei Armeniens und war in den Jahren von 2003 bis 2007 Mitglied der Nationalversammlung.